# Dreibäumen
Dreibäumen is een kleine plaats in de gemeente Hückeswagen in de Oberbergischer Kreis in Duitsland. Dreibäumen hoort bij het traditionele gebied van het Nederfrankische dialect Limburgs. 
Dreibäumen ligt aan de Uerdinger Linie. 